# À l'ombre des Magnolias
À l'ombre des Magnolias (Sweet Magnolias) est une série télévisée américaine adaptatée d'une série littéraire en onze tomes (2007-2014) de l'auteure prolifique de romans sentimentaux à succès Sherryl Woods (en), publiée en France dans la collection Harlequin et développée par Sheryl J. Anderson. Elle met en vedette Joanna Garcia Swisher, Brooke Elliott et Heather Headley, et est diffusée depuis le 19 mai 2020 sur Netflix.

## Synopsis
Dans la petite ville de Serenity, trois amies de longue date se soutiennent dans les épreuves : Maddie essaie de s'occuper de ses trois enfants seule après que son mari Bill l'a quittée tout en acceptant sa romance naissante avec Cal Maddox, le séduisant entraineur de base-ball de son fils, Helen, une avocate qui défend les intérêts des habitants de la ville mais peine à avoir une vie personnelle épanouie, et Dana Sue, cheffe cuisinière qui tient seule son restaurant et sa fille adolescente. Les trois femmes se lancent ensemble dans le projet d'ouvrir un spa dans une des plus vieilles maisons de la ville, un projet commun qui va provoquer de nombreux événements.

## Distribution

### Acteurs principaux
- JoAnna García Swisher (VF : Sybille Tureau) : Maddie Townsend, une femme récemment divorcée de Serenity, en Caroline du Sud, qui tente de réintégrer le monde du travail. Elle fait partie d'un groupe d'amis qui se faisait appeler les Trois Magnolias.
- Heather Headley (VF : Armelle Gallaud) : Helen Decatur, une avocate accomplie. Elle est la meilleure amie de Dana Sue et Maddie, et l'une des Trois Magnolias. Elle a acheté un manoir pour y construire un spa avec Maddie et Dana Sue.
- Brooke Elliott (VF : Vanessa Van-Geneugden) : Dana Sue Sullivan, un chef cuisinier et propriétaire d'un restaurant appelé Sullivan's. Elle est la meilleure amie d'Helen et Maddie et fait partie des Trois Magnolias
- Logan Allen (VF : Julien Crampon) : Kyle Townsend, le fils cadet de Maddie et Bill qui est étudiant en première année au lycée Serenity. Il a un faible pour Annie.
- Anneliese Judge (VF : Camille Timmerman) : Annie Sullivan, la fille de Dana Sue. Elle est amie avec les frères Townsend et est une photographe passionnée.
- Carson Rowland (VF : Arnaud Laurent) : Tyler « Ty » Townsend, le fils aîné de Maddie et Bill qui est en troisième année au lycée Serenity et un lanceur de son équipe de baseball du lycée
- Justin Bruening (VF : Stéphane Fourreau) : Cal Maddox, l'entraîneur de baseball de Ty, ancien joueur de baseball professionnel et l'amoureux de Maddie.
- Chris Klein (VF : Damien Ferrette) : Bill Townsend, ex-mari de Maddie et médecin de famille chez Serenity Médecine Générale
- Jamie Lynn Spears (VF : Claire Baradat) : Noreen Fitzgibbons, la fiancée enceinte de Bill qui était sa maîtresse
- Brandon Quinn (depuis la saison 2, récurrent saison 1) : Ronnie Sullivan, le mari de Dana Sue. Ils se sont séparés après l'infidélité de Ronnie.
- Dion Johnstone (VF : Jean-Baptiste Anoumon) (depuis la saison 2, récurrent saison 1) : Erik Whitley, le sous-chef de Sullivan's et mentor d'Issac
- Chris Medlin (VF : Garlan Le Martelot) (depuis la saison 3, récurrent saisons 1 et 2) : Isaac Downey, un membre du personnel de cuisine chez Sullivan's. Il a déménagé à Serenity pour retrouver sa mère biologique.

### Acteurs récurrents
- Caroline Lagerfelt (VF : Blanche Ravalec) : Paula Vreeland, la mère de Maddie.
- Bianca Berry Tarantino (saisons 1 et 2), puis Ella Grace Helton[1] (VF : Claire Baradat) : Katie Townsend, la plus jeune fille de Maddie et Bill
- Frank Oakley III (VF : Benjamin Lhommas) : Harlan Bixby, l'entraîneur adjoint de l'équipe de baseball du lycée Serenity
- Allison Gabriel (VF : Stéphanie Hédin) : Mary Vaughn Lewis, l'épouse du maire de Serenity
- Brittany L. Smith (VF : Géraldine Asselin) : Peggy Martin
- Tracey Bonner (VF : Laura Zichy) : le pasteur June Wilkes
- Charles Lawlor (VF : Hervé Furic (saison 1) puis Jean Barney (à partir de la saison 2)) : Collins Littlefield
- Harlan Drum (VF : Aurore Saint-Martin) : Caroline « CeCe » Matney, l'amoureuse de Ty
- Sam Ashby (VF : Benjamin Bollen) : Jackson Lewis, coéquipier de baseball et rival de Ty ainsi que le fils de Mary Vaugh
- Hunter Burke (VF : Jérémy Bardeau) : Trotter Vidhyarkorn, le meilleur ami de Cal qui travaille au spa en tant que masseur et professeur de yoga
- Al-Jaleel Knox (VF : Baptiste Marc) : Gabe Weatherspoon, le meilleur ami et coéquipier de baseball de Ty
- Michael Shenefelt (VF : Julien Sibre) : Ryan Wingate, le petit ami occasionnel de Helen
- Michael May (VF : Julien Portugais) : Simon Spry, l'ami d'Annie
- Janet Hubert : Bev Decatur, mère d'Helen[2] (saison 3)
- Jason Turner : Zeke Decatur, le frère de Helen
- Wynn Everett : Kathy Sullivan, la sœur de Ronnie et nouvelle petite amie de Bill Townsend (depuis la saison 2)
- Paul Rolfes : Trent Lewis, maire de Serenity
- Artemis : Lily Song, une amie d'Annie et petite amie de Kyle (depuis la saison 2)
- Nikki Estridge : Genevieve Alexander, la nouvelle esthéticienne du spa (depuis la saison 3)
- Tommi Rose : Olivia Harris, une amie de Tyle (depuis la saison 3)
- Judith Ivey : Bonnie Townsend, la mère de Bill (depuis la saison 4)

 Source et légende : version française (VF) sur RS Doublage et Doublage Séries Database

## Production

### Développement
Le 27 septembre 2018, il a été annoncé que Netflix avait donné à la production une commande de série pour une première saison composée de dix épisodes. La série est basée sur la série de livres du même titre de Sherryl Woods (en) et les producteurs délégués devaient inclure Sherryl Woods, Sheryl J. Anderson et Dan Paulson. Il est prévu que Sheryl J. Anderson soit le showrunner de la série. Les sociétés de production impliquées dans la série devaient être composées de Daniel L. Paulson Productions.. La série est disponible le 19 mai 2020. Norman Buckley a réalisé six épisodes et a été coproducteur délégué.
Le 23 juillet 2020, Netflix a renouvelé la série pour une deuxième saison, une troisième saison est commandée le 4 mai 2022, et la quatrième saison commandée le 19 octobre 2023.

### Distribution
Le 20 mai 2019, Monica Potter, Brooke Elliott et Heather Headley sont annoncées comme actrices principales. Le 1er juillet 2019, il est révélé que Chris Klein, Jamie Lynn Spears et Justin Bruening avaient rejoint la distribution en tant qu'acteurs récurrents. Le 1er août 2019, JoAnna García Swisher est choisie pour jouer Maddie Townsend, remplaçant Monica Potter qui était le premier choix pour le rôle principal.

### Tournage
Le tournage de la série commence le 8 juillet 2019 à Covington en Géorgie (États-Unis),. La ville a également été utilisée pour le tournage de Vampire Diaries.

## Épisodes

### Première saison (2020)
1. Confidences et margaritas (Pour it Out)
2. Un front uni (A United Front)
3. Donner à boire à ceux qui ont soif (Give Drink to the Thirsty)
4. Se libérer de ses chaînes (Lay it All Down)
5. Danser d'abord, réfléchir ensuite (Dance First, Think Later)
6. Toutes les bonnes intentions (All Best Intentions)
7. Une main tendue (Hold My Hand)
8. Que ces mortels sont fous ! (What Fools These Mortals Be)
9. Un havre de paix (Where You Find Me)
10. Tempêtes et arcs-en-ciel (Storms and Rainbows)

### Deuxième saison (2022)
Elle a été mise en ligne le 4 février 2022.
1. Petits plats et pots cassés (Casseroles and Casualties)
2. Beaucoup à dire (So Much to Say)
3. Plus ça change… (The More Things Change)
4. Garder la foi (Walk of Faith)
5. Les Grandes espérances (Great Expectations)
6. Comment pardonner (Find It in Your Heart)
7. Fragilités (Fragile Things)
8. Les Règles du jeu (The Rules of the Game)
9. Mon cœur (Dear Heart)
10. Et si tu veux, souviens-toi (If Thou Wilt, Remember)

### Troisième saison (2023)
Elle a été mise en ligne le 20 juillet 2023.
1. Au fait… (Meaning to Tell You)
2. Là où j'en suis (Meet Me Where I Am)
3. Toujours chercher (The Searchers)
4. Foncer (Be Bold)
5. Sur cette fondation (On This Foundation)
6. Et une étoile pour me guider (And a Star to Steer Her By)
7. Quelqu'un qui me manque tant (Somebody I'm Longing to See)
8. À mon propre jeu (Beat Me at My Own Game)
9. Le Téléphone (A Game of Telephone)
10. Une petite place pour moi (Save My Place)

### Quatrième saison (2025)
Note : Pour les informations de renouvellement voir la section Production.
Elle a été mise en ligne le 6 février 2025.
1. L'autre côté du voile (The Other Side of the Veil)
2. Entre le rêve et la réalité (Practical Dreams)
3. Cette grâce généreuse (Abundant Grace)
4. How Great Thou Art (How Great Thou Art)
5. Le vrai nord (How Great Thou Art)
6. Sonne cette cloche ! (True North)
7. Cache-cache (Ring That Bell)
8. Des murs et des portes (Hide and Seek)
9. Une sacrée fée ! (Dance Your Sugarplum Off)
10. Ne crains point (Do Not Be Afraid)

## Accueil
Rotten Tomatoes rapporte une note d'approbation pour la première saison de 78 % basée sur 7 avis, avec une note moyenne de 6/10.